# Līārden
Līārden (persiska: لياردِن) är en ort i Iran.   Den ligger i provinsen Mazandaran, i den norra delen av landet, 140 km nordost om huvudstaden Teheran. Līārden ligger 118 meter över havet och antalet invånare är 153.
Terrängen runt Līārden är platt åt nordväst, men åt sydost är den kuperad. Terrängen runt Līārden sluttar norrut.Runt Līārden är det ganska tätbefolkat, med 192 invånare per kvadratkilometer. Närmaste större samhälle är Bālā Marznāk, 1,1 km norr om Līārden. I omgivningarna runt Līārden växer huvudsakligen savannskog.